# Oriole troupiale
Icterus icterus
Espèce
Répartition géographique
Statut de conservation UICN

 LC  : Préoccupation mineure
L'Oriole troupiale (Icterus icterus) est une espèce d'oiseau de la famille des ictéridés qu’on retrouve au nord de l’Amérique du Sud et dans certaines Îles des Antilles. L’Oriole troupiale est l’oiseau emblème du Venezuela.

## Description

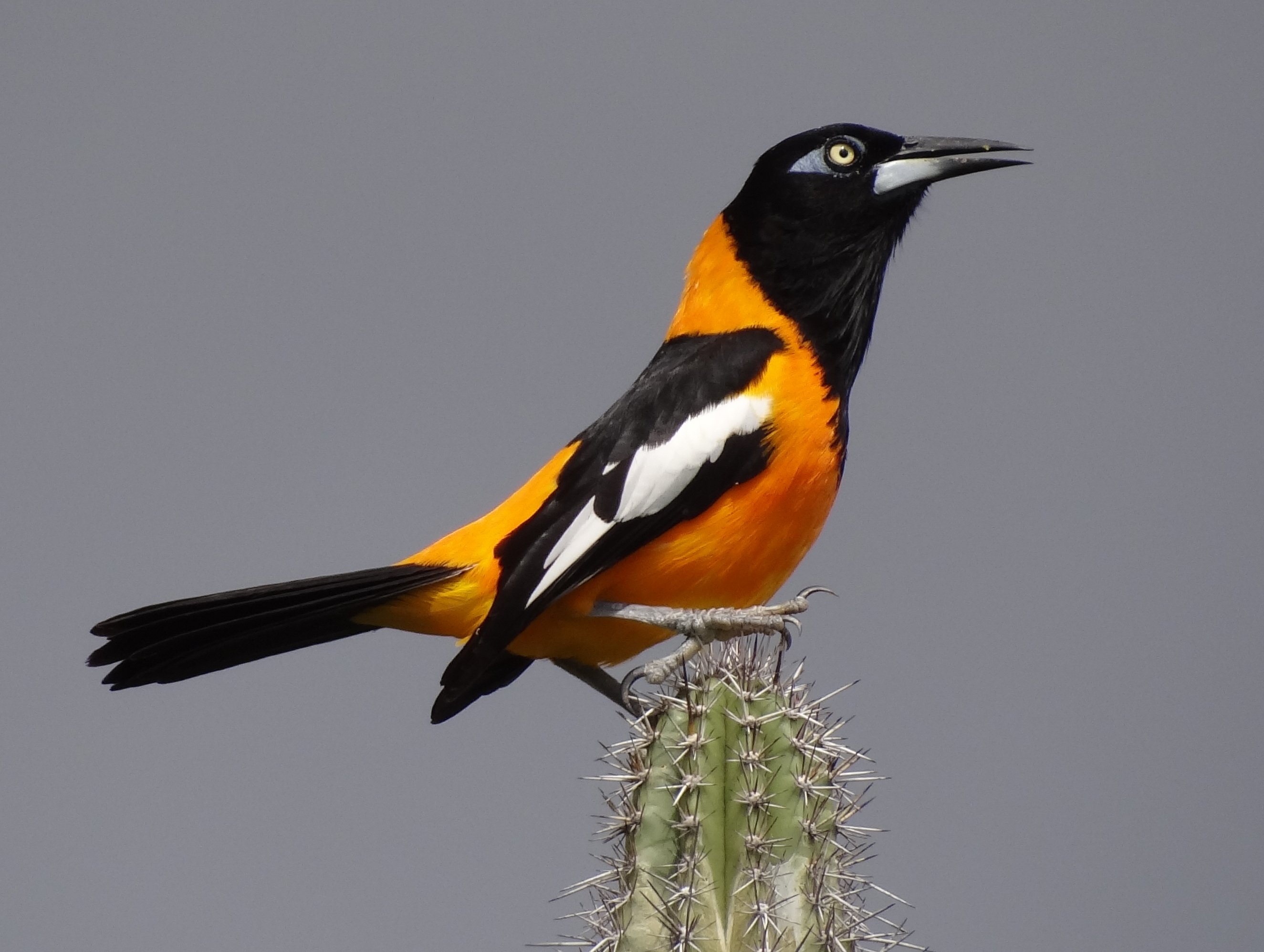
Oriole troupiale (Icterus icterus).

L'oriole mesure entre 15 et 22 centimètres.

## Systématique
Trois sous-espèces sont reconnues :
- I. i. icterus (Linnaeus, 1766)
- I. i. metae W. H. Phelps Jr & Aveledo, 1966
- I. i. ridgwayi (Hartert, 1902)

## Distribution
L’Oriole troupiale se retrouve dans les terres basses de moins de 500 mètres au Venezuela, dans l’extrême nord-est de la Colombie, sur les îles d’Aruba, de Curaçao et de Margarita.  Il a été introduit sur les îles de Porto Rico et de Saint Thomas.

## Habitat
Il occupe les savanes, les llanos et les broussailles xériques.  Il s’aventure parfois dans les plantations d’arbres fruitiers où il peut devenir une peste.

## Nidification
L’Oriole troupiale pirate généralement le nid d’autres espèces d’oiseaux, en premier lieu celui du Synallaxe sobre sinon celui du Tyran quiquivi.  Les œufs sont au nombre de trois.  Le nid est parfois parasité par le Vacher luisant.